# Beloit (Ohio)
Beloit è un comune degli Stati Uniti d'America nella Contea di Mahoning, nello Stato dell'Ohio. La popolazione secondo il censimento del 2000 era di 1.024 persone, passate secondo una stima del 2007 a 981.

## Amministrazione

### Gemellaggi
In passato Beloit era gemellata con la cittadina piemontese di Pinerolo, per via della presenza in quest'ultima di uno stabilimento dell'omonima azienda metalmeccanica americana. Con la chiusura dello stabilimento pinerolose (poi rilevato da imprenditori italiani e diventato PMT Italia) ed il relativo licenziamento di centinaia di dipendenti, alla fine degli anni novanta i rapporti si sono estinti ed il gemellaggio considerato decaduto, tanto da non essere neppur più riportato nel sito del comune di Pinerolo.